# Park Narodowy Lopé
Park Narodowy Lopé (fr. Parc national de Lopé) – park narodowy w centralnym Gabonie, w prowincji Ogowe-Ivindo.

## Historia
Park Lopé był pierwszym obszarem chronionym w Gabonie. Powstał w 1946 roku jako obszar chroniony. W 2007 został wpisany na listę światowego dziedzictwa UNESCO.

## Opis
Na większości terenu znajdują się lasy tropikalne, ale w północnej części parku spotkać można resztki trawiastej sawanny powstałej w czasie epoki lodowcowej 15 000 lat temu oraz las galeriowy. W parku spotkać można szympansy, goryle (3 do 5 tysięcy) i mandryle. Na chronionym obszarze mandryle gromadzą się w ogromne stada liczące nawet po tysiąc i więcej osobników. W parku żyją koczkodany białonose i słoneczne. W parku doliczono się blisko 400 gatunków ptaków. Należy z nich wymienić kolorowe ptaki leśne jak turak czy dzioborożce.